# Karlseiche

Historisches Sternbild Karlseiche

Die Karlseiche (lat. Robur Carolinum) ist ein Sternbild des Südhimmels, das nicht zu den 88 von der Internationalen Astronomischen Union (IAU) anerkannten Sternbildern zählt.
Die Karlseiche ist heute Teil der offiziellen Sternbilder Kiel des Schiffs (Carina) und Segel des Schiffs (Vela). Sie liegt im östlichen Teile der beiden genannten Sternbilder, die früher zusammen mit dem Achterdeck des Schiffs (Puppis) das historische Sternbild Schiff Argo bildeten.
Die Karlseiche wird von der Milchstraße durchzogen und enthält einige relativ helle Sterne wie μ Velorum 2.69m, θ Carinae 2.74mund ω Carinae 3.29m. Außerdem befinden sich in der Eiche auch zahlreiche Sternhaufen und Nebel, darunter der bekannte Carinanebel (NGC 3372) und der offene Sternhaufen IC 2602.
Eingeführt wurde das Sternbild vom englischen Astronom Edmond Halley im Jahre 1679, zu Ehren des englischen Königs Karl II.